# Héctor Rodríguez (judoka)
Héctor Rodríguez Torres (2 agosto 1951) è un ex judoka cubano.

## Palmarès

### Olimpiadi
- 1 medaglia:
  - 1 oro (Montréal 1976 nei 63 kg)

### Mondiali
- 1 medaglia:
  - 1 bronzo (Losanna 1973 nei pesi leggeri)